# دارين ووكر
دارين ووكر (بالإنجليزية: Darren Walker)‏ (8 يونيو 1966 في أستراليا - ) هو لاعب كريكت أسترالي. لعب مع فريق فكتوريا للكريكت.

## وصلات خارجية
- دارين ووكر على موقع إي آس بي آن كريك إنفو (الإنجليزية)